# Batalha de Bohama (2020)
A Batalha de Bohama, também conhecida como Batalha de Bouma ou Batalha de Boma, ocorreu em 23 de março de 2020.

## Desenrolar
Em 23 de março de 2020, às 5 da manhã, o acampamento militar de Bohama, localizado em uma das ilhas do Lago Chade, foi atacado por jihadistas. Os soldados foram designados recentemente para a região e o tamanho da guarnição havia sido reduzido. A investida foi efetuado em quatro flancos a bordo de barcos motorizados. O ataque é realizado por cerca de 400 combatentes jihadistas. As tropas chadianas foram enviadas como reforços da cidade vizinha de Kaïga Kindjiria, mas ficaram bloqueadas no caminho e foram atacadas. Após sete horas de combates, a base foi invadida. Os jihadistas então se retiraram, levando consigo o butim, armas e munições.

## Reivindicação
Tendo o Boko Haram sido dividido em duas facções, uma indefinição permaneceu sobre qual das duas foi responsável pelo ataque. De acordo com o site chadiano Alwihda Info, o ataque foi reivindicado pela facção de Abubakar Shekau, que transmitiu um vídeo dos combates por meio de sua agência Altabayn. No entanto, as imagens transmitidas trazem o logotipo do Estado Islâmico na África Ocidental, uma facção considerada muito mais poderosa do que a de Shekau. Além disso, a área de ação de Shekau se situa sobretudo na floresta de Sambisa, enquanto o Estado Islâmico na África Ocidental é conhecido por atuar no Lago Chade. No entanto, a área de ação do Boko Haram estendeu-se ao Lago Chade no final de 2019 com a formação de uma célula chamada "grupo Bakura", composta por chadianos da etnia buduma e combatentes do Estado Islâmico na África Ocidental que desertaram, jurando oficialmente lealdade a Abubakar Shekau em outubro de 2019. Este grupo era liderado por Ibrahim Bakoura, que foi morto durante uma operação do exército nigerino entre 10 e 16 de março. De acordo com uma fonte militar chadiana do Le Monde, o ataque também poderia ter sido coordenado entre os dois grupos.

## Baixas
O presidente Idriss Déby foi ao local do ataque no dia seguinte e anunciou o saldo de 92 mortos e 47 feridos do exército. Em 25 de março, o número de mortos foi revisado para 98 mortos e 47 feridos de acordo com o Exército Nacional do Chade, o que também indica que as baixas “do lado inimigo” não puderam ser determinadas.
Um oficial superior disse anonimamente à AFP que 24 veículos do exército foram destruídos, incluindo veículos blindados, e que o equipamento militar foi levado pelos jihadistas em cinco embarcações a motor de popa.
Três dias de luto nacional forma decretados no Chade. Estas forma as baixas mais pesadas do exército chadiano na luta contra os jihadistas. O Presidente Idriss Déby disse: "Já estive em muitas operações, mas perder de uma só vez tantos homens é a primeira vez em nossa história. Estou enojado. Vamos revisar todo o nosso sistema para evitar o que Bouma experimentou". Ele acrescenta: "Recuso esta derrota e a resposta deve ser fulminante", antes de lançar em 31 de março um contra-ataque às margens do Lago Chade, a Operação Cólera de Bohama.